# Hesperornis
A Hesperornis a madarak (Aves) osztályának a Hesperornithiformes rendjébe, ezen belül a Hesperornithidae családjába tartozó nem.

## Rendszerezés
A nembe az alábbi fajok tartoznak:
- Hesperornis bairdi
- Hesperornis chowi
- Hesperornis crassipes
- Hesperornis gracilis
- Hesperornis macdonaldi
- Hesperornis mengeli
- Hesperornis regalis
- Hesperornis rossicus régebben Hesperornis rossica

## Tudnivalók

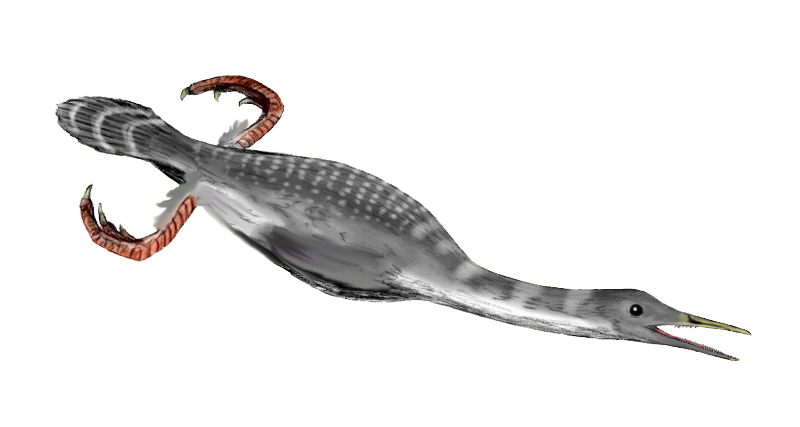
A Hesperornis regalis testtartása a víz alatt

A Hesperornis 80-65 millió évvel élt ezelőtt, a késő kréta korban.
A Hesperornis 1,8 méter magas, vékony tollas teste volt. Hosszú lábai úszóhártyában végződtek. A madár szárnya kis méretű volt, amelyet merülés közben irányváltoztatáshoz használt. Hosszú állkapcsában sok kis fog ült. A madár ragadozó életmódot folytatott, táplálkozva halakkal, ammoniteszekkel és ősi fejlábúakkal.
A Hesperornis a meleg vizeket kedvelte, a szárazra csak szaporodási célból jött ki. Mivel a szárazon alig tudott járni, könnyű zsákmány volt, ezért a fészkelő helyeket elérhetetlen szikla kiszögeléseken alapította. A költő kolóniákban nagy számban gyűltek össze.
A Hesperornis ideje legnagyobb részét a vízfelszínén úszva töltötte. Nagy távolságokat volt képes megtenni úszva és hullámon „utazva”. Úszás közben gyors volt. Rövid merülései során könnyen elkapta a mellette elhaladó halakat és más vízi állatokat. A lábai nem tudták fenntartani a testét a szárazon, ezért hason csúszott amikor a fészkéhez ment. Mivel képtelen volt repülni vagy járni, jól kellett figyeljen az ellenségekre. A madarat cápák és plioszauruszok vadászták a tengerben, míg a szárazon dinoszauruszok és pteroszauruszok fenyegették az életét.